# 1956 no teatro

## Publicações
- Friedrich Dürrenmatt - A Visita da Velha Senhora
- Jean Genet - O Balcão
- Vinícius de Moraes - Orfeu da Conceição
- John James Osborne - Look Back in Anger
- Léopold Sédar Senghor - Ethiopiques

## Nascimentos
| Data           | Nome             | Profissão                                                                 | Nacionalidade  | Observações | Ref   |
| -------------- | ---------------- | ------------------------------------------------------------------------- | -------------- | ----------- | ----- |
| 3 de janeiro   | Mel Gibson       | ator, diretor e produtor                                                  | Estados Unidos |             |       |
| abril          | Abel Neves       | dramaturgo e romancista                                                   | Portugal       |             | [ 1 ] |
| 20 de setembro | Edith Siqueira   | atriz                                                                     | Brasil         | m. 1996     |       |
| 10 de outubro  | Miguel Falabella | ator, dramaturgo, diretor, cineasta, escritor e apresentador de televisão | Brasil         |             |       |
| 27 de dezembro | Paula Mora       | atriz                                                                     | Portugal       |             |       |
| ??             | Abel Neves       | dramaturgo, poeta e romancista                                            | Portugal       |             | [ 2 ] |

## Mortes
| Data         | Nome           | Profissão  | Nacionalidade   | Observações | Ref |
| ------------ | -------------- | ---------- | --------------- | ----------- | --- |
| 14 de agosto | Bertolt Brecht | dramaturgo | Alemanha        | n. 1898     |     |
| 16 de agosto | Béla Lugosi    | ator       | Áustria-Hungria | n. 1898     |     |